# Anna Puu
 (janvier 2019).
Si vous disposez d'ouvrages ou d'articles de référence ou si vous connaissez des sites web de qualité traitant du thème abordé ici, merci de compléter l'article en donnant les références utiles à sa vérifiabilité et en les liant à la section « Notes et références ».
Anna Puu, née Anna Emilia Puustjärvi le 3 février 1982 à Outokumpu en Finlande est une chanteuse pop finlandaise.
En 2008, Anna Puu a été participante à Idols, la version finlandaise du Castingshow Pop Idol (en Allemagne) et de Pop Stars (en France). Elle entra en finale et elle termina deuxième.
Le 29 avril 2009, Anna sort son premier single, C'est la vie. Il est passé une seule fois n°4 sur les charts finlandais. Son premier album porte son nom. L'album est crédité disque de platine le 29 juillet 2009, pour ses 30 000 exemplaires vendus.
Le deuxième album d'Anna Puu, Sahara, est sorti le 26 mai 2010.

## Biographie
Anna Puu est née à Outokumpu, mais a depuis déménagé à Helsinki. Sa mère a été maire de la ville d'Outokumpu. Anna a épousé Olli Ripattilan juste avant le début de sa participation à l'émission Idols. Anna est maman d'une fille, née le 21 octobre 2010.
En 2008, Anna Puustjärvi est diplômée de maîtrise en économie à l'École d'économie de Turku.

## Prix et récompenses
- Prix Emma, 2009, 2012, 2018